# Poreč
Poreč (olaszul Parenzo, latinul Parentium) város és község (járás) Horvátországban, Isztria megyében.

## A község (járás) települései
Poreč községhez (járáshoz) a város mellett közigazgatásilag még Antonci (Antonzi), Baderna (Mon Paderno), Banki (Banchi), Bašarinka (Bassarinca), Blagdanići (Blagdanici), Bonaci (Bonazzi), Bratovići (Bratovici), Brčići (Barcici), Buići (Buici), Cancini (Zanzini), Červar-Porat (Porto Cervara), Črvar (Cervara), Čuši (Ciussi), Dekovići (De Vescovi), Dračevac (Dracevazzo), Filipini, Fuškulin (Foscolino), Garbina (Garbina), Gulići (Gulli), Jakići Gorinji (Jacchi II), Jasenovica (Giasenovizza), Jehnići (Gecni), Jurići, Kadumi (Cadumi), Katun (Cattuno), Kirmenjak (Chirmegnacco), Kosinožići (Cosini), Kukci (Cucazzi), Ladrovići (Ladri), Mali Maj (Villaggio di Maggio), Materada Maj (Matterada), Matulini (Mottolini), Mičetići (Micetti), Mihatovići (Micatti), Mihelići (Micheli), Montižana (Montisano), Mugeba (Monghebbo), Mušalež (Musalezzo), Nova Vas (Villa Nova), Radmani (Radmani), Radoši kod Žbandaja (Radossi di Sbandati), Rakovci (Racovazzi), Rupeni, Ružići (Rusi), Starići (Stari), Stranići kod Nove Vasi (Stancio), Šeraje (Serraio), Špadići (Spada), Štifanići (Stefani), Šušnjići (Susgnano), Valkarin (Val Carina), Veleniki (Velenicco), Veli Maj (Maggio), Vranići kod Poreča (Vranni), Vrvari (Varvaro), Vržnaveri (Vesnaveri) és Žbandaj (Sbandati) falvak tartoznak. (Zárójelben az olasz név szerepel.)

## Fekvése
A város a Poreština nevű tájegység központja az Isztriai-félsziget nyugati részén, az adriai tengerparton fekszik. Maga a városmag egy a tengerbe keleti-nyugati irányban benyúló kis félszigeten található, de a város története során a városmagtól északra és délre a tengerpart mentén, valamint keletre a szárazföld belseje felé is terjeszkedett. Mivel Poreč a Mirna folyó és Lim-csatorna közötti vidék központja, ide futnak össze a Tar, Kaštelir, Višnjan, Žbandaj, Dračevac és Vrsar felől jövő utak. Megközelíthető közúton az A9-es autópályáról letérve a 302-es főúton, vagy alsóbbrendű utakon. Vasúti kapcsolata 1935-ben megszűnt Piranon át Trieszt felé. A vasútvonal helyén hegyi kerékpáros túraútvonal található.

## Története
A város területe már a történelem előtti időkben is lakott volt, ezt bizonyítják a Pical nevű helyen előkerült újkőkorszaki cserépmaradványok. A bronzkorban kezdődött el az öböl körüli dombok betelepülése és a rajtuk levő korai várak építése. Görög történetírók feljegyzései szerint az i. e. 6. századra tehető a város helyén állt első állandó halászfalu létrejötte. Ezt egy itt talált illír szentély is megerősíti. A rómaiak az i. e. 178 és 129 közötti véres háborúkban foglalták el az Isztria területét és a mai belváros helyén már az i. e. 2. században castrumot építettek. Az 1. században Tiberius római császár idejében a település már városi rangot kapott és a Colonia Iulia Parentium nevet viselte. A várost a nyugati oldal kivételével már a római korban is fal vette körbe és a városmagot képező félsziget csúcsánál egy Neptunus- vagy Jupiter-templom állt. A város társadalmi és gazdasági jelentőségét a területén talált számos feliratos kőemlék is megerősíti. A 3. században keresztény közösség alakult itt, akik keresztény szentélyeket építettek. 313-ban Parentium püspökség székhelye lett. A Diocletianus császár alatti keresztényüldözés idején ez a közösség szinte teljesen elfogyott. Ekkor szenvedett vértanúságot a parentiumi Szent Mauro és Szent Eleuterius. A hagyomány szerint Szent Eleuteriust egy kőtömbhöz kötözték és úgy dobták a Peškera-öbölnél a tengerbe. Ma ezen a helyen egy a 15. században Szent Eleuterius tiszteletére szentelt kápolna áll. Az 5. században a városban keresztény bazilika épült, melynek elődjében a hagyomány szerint még Mauro püspök a város későbbi védőszentje is misézett.
A Nyugatrómai Birodalom bukása után a keleti gótok fennhatósága alá tartozott 539-ig, amikor a Bizánci Birodalomnak két és fél évszázadra sikerült visszahódítania. Ebben az időszakban a város egyházilag a ravennai exarchátushoz tartozott. A bizánci uralom idején élt Eufrazius püspök aki a bazilikát újjáépíttette. Az új bazilikát a ravennai bazilika mintájára építették. Aranyozott mozaikképének középpontjában a kis Jézust karjában tartó Istenanya áll. Tőle balra Eufrasius, Szent Mauro és Szent Eleuterius látható. A 6. században szlávok, mai a horvátok ősei érkeztek erre a vidékre és 620 körül megalapították saját településeiket. Az Isztria városaiba betörő és fosztogató szlávokat VI. János pápa (701-705) levelében említenek először. 751-ben a longobárdok foglalták el a ravennai exarchátus területét. 788-ban a terület frank uralom alá került, melyet 812-ben a frank és a bizánci császár közötti aacheni békében megerősítettek. A frank uralom bukása után a függetlenség időszaka következett. 1209-től az aquileai pátriárka uralma alá került, majd 1267-től a Velencei Köztársaság része lett. A velencei uralom több mint ötszáz évig tartott. Ez a város gazdasági és kulturális fejlődésének időszak volt. A viszonylagos függetlenség elveszítése különösen 1354 a harmadik velencei-genovai háború után, mely során Paganino Doria genovai admirális kifosztotta (többek között a poreči keresztény vértanúk ereklyéit is elvitte, melyek csak 1938-ban kerültek vissza) a város hanyatlásához vezetett.
1410-ben Luxemburgi Zsigmond magyar király ostromolta a várost, de elfoglalni nem tudta. A 14. és 15. században Poreč kereskedők és kézművesek városa. Ebben az időszakban számos szép palota (a Zuccato, Parisi-Gonan paloták és mások) épült itt. A 16. században a sorozatos háborúk és a különböző pusztító járványok következtében lakossága annyira lecsökkent, hogy 1630-ban már csak mintegy harmincan éltek a városban. Az újabb fellendülés 1667-ben kezdődött, amikor a velencei hatóságok a török hódítás útjába eső területekről dalmáciai, montenegrói, albániai és krétai menekülteket telepítettek ide.
A Velencei Köztársaság bukása (1797) után francia uralom következett, majd a Habsburg Birodalom része lett. 1861-ben Poreč Isztria székhelye lett, itt az egykori ferences templomban ülésezett a tartományi parlament (Dietà Istriana) és itt voltak a közigazgatás intézményei is. A 19. században Poreč az olasz és a horvát nemzeti eszmék küzdőterévé vált. Ebben az időszakban az egész Isztriához hasonlóan jelentős társadalmi és gazdasági fejlődésen ment át. A várost 1902. április 1-jén érte el a „Parenzana”, a 760 mm-es keskeny nyomtávolságú Trieszt-Piran-Poreč helyi érdekű vasútvonal, amelyet 1935-ben bezártak. (Egykori nyomvonala és műtárgyai ma kerékpáros túrákkal látogatható.) Erre az időszakra esik a turizmus megjelenése, az első szállodák felépítése. Porečnek 1857-ben 2641, 1910-ben 4854 lakosa volt.
1920-tól 1943-ig az Isztriával együtt olasz uralom alá tartozott. Az olasz kapitulációt követően német megszállás alá került, mely 1945-ig tartott. A város környékén már 1942-től partizánharcok folytak, mely a német megszállást követően a megszállók elleni háborúvá szélesedett. 1943 második felében az olasz adminisztráció megszűnése után a partizán alakulatok átmenetileg bevonultak a városba. Az egész Isztriát érintő német offenzíva során azonban október 9-én a német csapatok Poreč városát is elfoglalták. A város német parancsnoka erős helyőrséget hozott létre lefoglalva a kikötőt is a bauxit szállítmányok számára. 1944-ben és 1945-ben a várost több szövetséges bombatámadás is érte, mely során a középkori városmag is súlyos károkat szenvedett. Az épületek hetven százaléka semmisült meg vagy sérült meg súlyosan. Ekkor semmisült meg több ódon épület mellett a ferences kolostor is. 1945 áprilisában indították meg a partizán egységek a város felszabadítására irányuló hadműveletet, de maga a város csak április 29-én szabadult fel a német megszállás alól. Az 1947-es párizsi békekonferencia a várost Jugoszláviának ítélte, melynek következtében az olasz anyanyelvű lakosság (a teljes lakosság mintegy 80-90 százaléka) Olaszországba menekült. A jugoszláv uralom idején jelentős iparosítás ment végbe ("Školjka" halfeldolgozó üzem) és fejlődött a turizmus is. 1991 óta a független Horvátországhoz tartozik. Poreč az ország turistaforgalmának egyik központja, számos szállodával és szórakozóhellyel. A városnak 2011-ben 9684, a hozzá tartozó településekkel együtt 16 696 lakosa volt.

## Lakosság
| Lakosság változása | Lakosság változása | Lakosság változása | Lakosság változása | Lakosság változása | Lakosság változása | Lakosság változása | Lakosság változása | Lakosság változása | Lakosság változása | Lakosság változása | Lakosság változása | Lakosság változása | Lakosság változása | Lakosság változása | Lakosság változása |
| ------------------ | ------------------ | ------------------ | ------------------ | ------------------ | ------------------ | ------------------ | ------------------ | ------------------ | ------------------ | ------------------ | ------------------ | ------------------ | ------------------ | ------------------ | ------------------ |
| 1857               | 1869               | 1880               | 1890               | 1900               | 1910               | 1921               | 1931               | 1948               | 1953               | 1961               | 1971               | 1981               | 1991               | 2001               | 2011               |
| 2461               | 2712               | 3094               | 3461               | 3968               | 4854               | 4501               | 4773               | 3166               | 2833               | 3305               | 4713               | 7376               | 9250               | 10448              | 9684               |

## Nevezetességei
- A városmag máig megőrizte az ősi római városszerkezetet. A főbb utcák is az eredeti, a római mérnökök által kimért négyzethálós formában futnak, közülük a Cardo és a Decumanus utca neve máig fennmaradt. A városmagot képező egész félszigetet kelet-nyugati irányban a Decumanus (Decumanus Maximus) utca osztja két részre, melyet egykor nyugatról a Fórum, keletről a városkapu zárt le. Erre merőlegesen futnak a keresztutcák, közülük a legjelentősebb a középen futó Cardo (Cardo Maximus) utca. Ezen utcák által közrefogott, hozzávetőlegesen négyszög alakú térségben helyezkedtek el az óváros házai. A városmagot nyugatról lezáró egykori Fórum helyén található a Marafor tér, melyen két római templom állt Marsnak és Neptunnak szentelve. Az egyik az 1. században épített Neptun templom volt, melynek maradványai a parkban találhatók. Fennmaradt a templom nagyméretű kőtömbökből épített falainak alsó része az egykori díszítés töredékeivel.
- A keresztények gyülekező helye a városmag északi szélén volt. A keresztény vallás állami elismerése után itt épült fel az első bazilika. Benne helyezték el a város vértanú védőszentjének Szent Mauro püspöknek az ereklyéit, melyről a mai székesegyházban elhelyezett kőbe vésett felirat emlékezik meg. Ebből az első bazilikából a díszes, a keresztények korai szimbólumát, a halat ábrázoló padlómozaik nagy darabjai maradtak fenn, melyek a mai székesegyháztól északra láthatók. Az 5. században épített két templomból álló újabb székesegyház díszes padlómozaikja szintén fennmaradt és részben a mai székesegyház padozata alatt látható. Ebből a korból származik a nyolcszögletű keresztelőkápolna is. A 6. század közepén Euphrasius püspök bizánci stílusban teljesen átépíttette és bővíttette a székesegyházat, melyhez átriumot és emlékkápolnát építtetett. Később róla nevezték el a ma is álló székesegyházat. Az építés hozzávetőlegesen 535-től 550-ig tartott. A templom építészetileg és berendezését tekintve is nagy művészeti értéket képvisel. A belső teret két árkádos oszlopsor osztja három részre, melyeken fennmaradt az eredeti stukatúra és az impozáns márvány oszlopokat díszítő Euphrasius monogram. Mindhárom hajó falait mozaikok díszítik, melyek a középső apszisban maradtak fenn a legjobb állapotban. Ennek középpontjában a gyermekét karján tartó Istenanya alakja látható oldalán a vértanúság koronáját tartó szentekkel. A szentek között ott látható Euphrasius püspök is kezében a templom kicsinyített másával. Az apszis falának alsó részét „opus sectile” technikával készített mozaik berakásos díszítés borítja. Az apszisban fennmaradt a márvány püspöki trónus a papok számára készített eredeti márványpadokkal. 1277 körül Ottó püspök idejében készült a mozaikkal gazdagon díszített baldachin Szent Mauro és Eleuterius, valamint Szent Demeter, Julianus, Ekolitus és Projektus ábrázolásával. Az épületegyüttest az UNESCO 1997-ben a világörökség részévé nyilvánította.[4]
- A bazilika átriumától északra található a püspöki palota épülete. Építési idejét a 6. század első felére teszik. A többszöri átépítés ellenére lényegében megőrizte eredeti formáját és ebben a tekintetben egyedülálló a kora keresztény épületek között. 1992-ben a püspök a szomszédos új püspöki palotába költözött át, míg a történelmi épületet a restaurátorok az eredeti formájának megfelelően teljesen megújítják. A palota földszintjén nyaranta nyitva áll a lapidárium.
- A bazilika közelében épült a 13. században a mai napig fennmaradt kanonokház. Ugyanebben a korszakban épült több közeli lakóház és palota is, melyek közül a legépebben a Decumanus utca vége felé a Marafor tér közelében álló ún. „Romaneszk ház” (Romanička kuća) maradt fenn. A kétemeletes ház első szintjére kőlépcső vezet fel. Itt egy egész család számára kialakított, tűzhellyel, biforámás ablakkal ellátott nagy helyiség található. A második szinten két lakószobát találunk. Nyugati és északi oldalán fából ácsolt veranda fut körbe. Jelenleg kiállító teremként funkcionál. A 15. században épült a „Két szent háza” (Kuća dva sveca), mely a Decumanus utcával párhuzamos déli mellékutcában áll. A ház az utcai homlokzatát díszítő két szentet ábrázoló szoborról kapta a nevét. Egykori tulajdonosa valószínűleg egy már korábban itt álló szakrális épületről tetette át őket a háza díszítésére. A történelmi városmagban, különösen a Marafor és a Matija Gubac téren, valamint a Cardo utcában több szép szép román és gótikus stílusú velencei palota látható.
- A 13. században gótikus stílusban épített egykori ferences kolostor később az isztriai tartományi parlament épülete, melyet a 18. században (1731) barokk stílusban építettek át.[5] Templomának harangtornya 1708-ban épült. Az épületet a 18. század végén a szerzetesrendek feloszlatásakor elhagyták a ferencesek. Templomának oltárait 1814-ben Labinba vitték át. A rövid francia uralom idején lóistállónak is használták, majd később iskolának alakították át. Az osztrák államtól a Polesini család vásárolta meg, akik új épületszárnyat építettek hozzá. Emeletén ülésezett 1861 és 1899 között az isztriai szábor. Ebben az időszakban Poreč volt az isztriai közigazgatás székhelye. A felső szinttől eltérőn 1882-ben alul modern borospincét alakítottak ki, mely mintegy húsz évig működött. Ezután múzeum volt benne. A II. világháborúban bombatalálatot kapott, melyben nemcsak az épület rongálódott meg, de a benne elhelyezett gyűjtemény (főként könyvek) pusztultak el. Az ásatások során 5. századi mozaikot tártak itt fel, mely a kora keresztény Szent Tamás templomhoz tartozott. Ma kiállításoknak, koncerteknek ad otthont, újabb szárnyában olasz iskola működik.
- A városi múzeum a 18. századi barokk Sinčić-palotában[6] kapott helyet. A földszinten lapidárium található római feliratos kövekkel és egy ókori kerámiákból összeállított gyűjteménnyel. Az első és második emeleti barokk szalonokban a koperi Carli család gyűjteményéből származó festmények és tárgyak találhatók, melyeket a család Porečbel élt utolsó leszármazottja adományozott a múzeumnak. Érdekes a kora középkori szobrászati anyag, emellett a múzeumban gazdag könyvtári és irattári anyaga is van.
- A félsziget nyugati szélén, az ókori fórum közelében található a Polesini család kétemeletes palotája. A palotát 1870-ben Giorgio Polesini márki építtette historikus stílusban.[7]
- A Decumanus utca 3. szám alatt áll a város egyik legrégebbi, gótikus 15. századi lakóháza. A kétemeletes épület minden emeletének egyenlő hármas felosztása van. Az ablaknyílások a déli és az északi homlokzaton vannak elrendezve. A ház homlokzatát egy markáns kőpárkány osztja két részre, a földszintre, amelybe egy téglalap alakú portálon keresztül jutunk be, valamint az első és a második emeletre, amelyet triforámák és monoforámák osztanak fel. A triforámák közé egy oroszlános domborművel ellátott táblát helyeztek el, mely fölé az 1473-as évszámot írták.[8]
- Az ún. „Dva sveca”-ház (Két szent-ház) egy kis méretű emeletes ház, előcsarnokkal, a földszinten egy szobával és két szobával az első emeleten. Valószínűleg a 15./16. században épült. A hall az utca felé nyílik, széles íves nyílással. A „Két szent” elnevezést a homlokzat konzoljain elhelyezett, beépített román stílusú kőszobrokról kapta, melyek egykor valószínűleg valamelyik templomot díszítették. A házban található a pólai természetvédelmi hatóság poreči irodája.[9]
- A város védőfalai a késő ókori falak helyén a 12. században épültek, a 19. században lebontották őket. Egyes források a falakat erősítő kilenc, illetve tizenegy tornyot is említenek. A falakon át öt kapu vezetett a városba. A falak maradványai mára csak a tenger felőli oldalon láthatók. A védelem szempontjából a legfontosabb a félsziget bejáratánál levő keleti oldal volt. Ennek védőfalait a 15. században a török veszély hatására tovább erősítették. Ekkor épült a két erős hengeres torony (közülük az egyik kávézóként a látogatók előtt is nyitva áll), melyek a tűzfegyverek ellen védték a falakat. A városkaput védte az ötszögletű torony, melyet Lazar Depari épített a 15. században. A tornyot díszítő oroszlán alakot a fia faragta. Ez a torony a késő ókorban épített legkorábbi erődítmény helyén áll. Ma étterem működik benne.
- A 18. század végén és a 19. század elején a város a falakon kívüli arra a területre is terjeszkedett, ahol akkor csak a 18. században épített Angyalok Királynője templom állt. Ez volt a „Fora le Porte” ahol a többi között a színház és a városi tanács épülete is áll.
- A Sloboda téren álló Angyalok Királynője (horvátul Župna crkva Gospe od Anđela) plébániatemplomot 1747 és 1770 között építették. Harangtornya 21 méter magas.
- A Szent Eleuterius (Crkva Sv. Eleuterije mučenice) kápolnát 1488-ban építették a város másik vértanú szentjének tiszteletére. 1845-ben, 1929-ben és 1977-ben restaurálták.
- Az Angyali Üdvözlet (Crkva Navještenje BDM – "Madonna del Monte") templom 1858-ban épült egy korábbi templom helyén. Itt volt egykor a város első temetője.
- A városi temetőben álló Kármelhegyi Boldogasszony (Crkva BDM od Karmela) templomot 1935-ben építették, 1979-ben renoválták.
- Poreč közelében, Novi Vas területén található a Baredine-barlang az Isztria egyetlen hasonló természeti látványossága. A barlangnak öt terme van, a negyedikben egy 33 méter mély földalatti tó található. A sztalagnitok és sztalagtitok változatos formáit alakította ki benne a természet, melyekből néhánynak neve is van. Feltárása 1973-ban történt, 1995-óta áll nyitva a látogatók számára. Egy vezetéses túra háromszáz méret hosszú és negyven percig tart. Ennek során a kiépített út leereszkedik a hatvan méteres mélységben található barlangi tóig. Ebben él az egyik legkülönlegesebb barlangi élőlény az emberhal (Proteus anguinus Laurenti), mely jellegzetes emberi embrióra hasonlító formájáról kapta a nevét. A barlang egyik terméből négy méter széles és hatvanhat méter mély függőleges akna nyílik. A barlang teljes mélysége százharminckettő méter.
- A 12 km hosszú Lim-csatornát a Pazinčica folyó vájta a tenger felé vezető útja során, látványa leginkább a norvég fjordokra hasonlít.
- Porečtől délre, a Sorna-fokon található a „Punta Sorna” régészeti lelőhely, egy 1. századi római villa maradványaival. A lakó és gazdasági helyiségek egy átrium körül voltak elrendezve, melyhez fürdő és víztároló is tartozott. A villa területén mozaikkal díszített padlók és egy falfestmény maradványait fedezték fel. A part mentén megtalálták a villához tartozó móló nyomait is, amelyhez a villa északkeleti részéből lehetett lejutni. A fokozatosan bővített komplexum fő része az 1. század első felében épült. A bővítések a 4. század eleje és az 5. század eleje közötti időben történtek, amikor a villa középső részén belül, a régebbi építményeken, kelet-nyugati irányban egy nagyobb épületet építettek, és az épületet két nagyobb részre osztották. A villában folyamatosan éltek egészen a 7. század elejéig.[10]
- A Poreči-öböltől északra és délre fekvő terület két víz alatti régészeti övezetet zónát foglal magában: Az északi zóna Zub-foktól a déli Maistro-fokig tart. Római településeket és kézműves központokat foglal magában. A második zóna a Szent-Márton-öböltől a Malendrija-öbölig és a sv. Petar-fokig tart. Ez a zóna magában foglalja a poreči kikötő beömlő vízfolyásait is. Ezen a területen számos római villa és település maradványa található.[11] A Porečtől délre, a Bale melletti Barbarigáig húzódó víz alatti régészeti zóna hat kisebb zónát foglal magában.[12]

## Galéria
- Bernhard von Breydenbach metszete „Peregrinationes in Terram Sanctam” című 1486-os művéből
- Poreč mai látképe
- Poreč városmagja északnyugatról
- A bazilika bejárata
- A bazilika átriuma, keresztelőkápolnája és harangtornya
- A bazilika szentélye a baldachinnal
- Az ötszögletű torony
- A város szíve a Decumanus utca
- A Romaneszk ház
- A Marafor tér
- A Neptun templom romjai
- Az Angyalok Királynője plébániatemplom
- Az ókori bazilika maradványai a mai bazilika átriumában
- Az ókori bazilika mozaikpadlója
- A velencei paloták egyike

## Testvérváros
- Siófok, Magyarország